# Pierre Zenden
Pierre Zenden (20 april 1939) is een voormalig Nederlands judoka en sportverslaggever.
Hij speelde oorspronkelijk voetbal, net als zijn vader die in het eerste van Sittardse Boys uitkwam. In de jaren 50 kwam hij in aanraking met de judosport. Op het CIOS raakte hij bevriend met Anton Geesink. Zenden werd daarop trainer op Geesinks sportschool in Utrecht en later diens assistent toen Geesink bondscoach werd. In 1962 startte hij zijn eigen dojo in Maastricht. Deze groeide in de halve eeuw daarna uit tot een sportschool met zwembad en hotel.
In 1968 werd Pierre Zenden door Bob Spaak benaderd om voor de NTS (de voorloper van de NOS) televisieverslag te geven. Dit zou hij blijven doen tot 2004. In totaal maakte hij negen maal de Olympische Spelen mee. Ook speelde hij een belangrijke rol bij de organisatie van de wereldkampioenschappen judo 1981 in Maastricht. Incidenteel versloeg hij ook andere vechtsporten, zoals worstelen en karate.
Pierre Zenden is de vader van oud-voetballer en trainer Boudewijn Zenden. Hij treedt ook op als diens zaakwaarnemer. Zijn dochter Charlotte is getrouwd met oud-voetballer John Heitinga.